# Listina o evropski varnosti
Listina o evropski varnosti je mednarodni sporazum za ohranitev in varovanje miroljubne ureditve v Evropi. Kot sklepni dokument vrhovne konference Organizacije za varnost in sodelovanje v Evropi (OVSE) ga je 19. novembra 1999 v Istanbulu sprejelo 55 evropskih, azijskih in ameriških držav. Listina o evropski varnosti skupaj s Helsinško sklepno listino (1975), Pariško listino (1990) in kasnejšo deklaracijo z vrha v Astani (2010) predstavlja osnovo za sistem političnih zavez in celovit koncept varnosti v Evropi. Pojem varnosti zajema politično-vojaške vidike, gospodarske, okoljske ter humanitarne vidike. Po sprejetju Listine o evropski varnosti je bila vzpostavljena tudi Platforma za sodelovanje na področju varnosti z namenom okrepitve sodelovanja med OVSE-jem in drugimi mednarodnimi organizacijami.
Listina predstavlja nadaljevanje in razširitev predpisov, dogovorjenih v prejšnjih dokumentih. Te so tudi ponovno potrjene ali pojasnjene. Skoraj deset let po koncu hladne vojne naj bi bila pisno postavljena zavezujoča podlaga za mirno sobivanje evropskih narodov. Temelji na dveh načelih: kolektivnosti, v kateri je »varnost vsake sodelujoče države neločljivo povezana z varnostjo vseh drugih«, in »primarne odgovornosti Varnostnega sveta ZN za vzdrževanje mednarodnega miru.« Tako kot v predhodnima Helsinškem sporazumu in Pariški listini je poudarjena želja po ustvarjanju enotnega evropskega prostora. OVSE je opredeljena kot ena glavnih organizacij za mirno reševanje sporov v svoji regiji in eden glavnih instrumentov na področju zgodnjega opozarjanja in preprečevanja konfliktov.
Listina je bila zasnovana kot mejnik pri oblikovanju enotnega in nedeljivega varnostnega sistema v Evropi pod okriljem OVSE, vendar se načrti za preoblikovanje OVSE v osrednjo organizacijo, ki bi zagotavljala vseevropsko varnost, niso uresničili.

## Preambula Listine
Na pragu enaindvajsetega stoletja voditelji držav ali vlad držav članic OVSE izjavljamo, da smo trdno zavezani svobodnemu, demokratičnemu in bolj povezanemu območju OVSE, kjer med državami članicami vlada mir, vsak posameznik in skupnost pa živita v svobodi, blaginji in varnosti. Za uresničitev te zaveze smo se odločili sprejeti številne nove ukrepe. Dogovorili smo se, da bomo,
- Sprejeli platformo za sodelovalno varnost, da bi okrepili sodelovanje med OVSE in drugimi mednarodnimi organizacijami in institucijami ter tako bolje izkoristili vire mednarodne skupnosti;
- razširili vlogo OVSE pri ohranjanju miru, s čimer bo jasnejši celovit koncept varnosti te organizacije;
- oblikovanje skupin za hitro strokovno pomoč in sodelovanje (REACT), da bi se OVSE lahko hitro odzvala na prošnje za pomoč in napotitev obsežnih civilnih operacij na terenu;
- okrepiti naše zmogljivosti za izvajanje policijskih nalog, da bi pomagali pri ohranjanju pravne države;
- vzpostavitev operativnega centra, iz katerega se načrtujejo in razporejajo terenske operacije OVSE;
- okrepiti posvetovalni proces v okviru OVSE z ustanovitvijo pripravljalnega odbora pod okriljem Stalnega sveta OVSE.

Odločeni smo preprečiti izbruh nasilnega konflikta, kjer koli je to mogoče. Ukrepi, o katerih smo se dogovorili v tej listini, bodo okrepili zmogljivosti OVSE na tem področju in njeno sposobnost reševanja sporov ter ponovne vzpostavitve normalnega stanja v družbah, ki jih je opustošila vojna in uničenje. Listina bo prispevala k oblikovanju skupnega in nedeljivega varnostnega prostora. Pomagala bo ustvariti območje OVSE brez ločnic in območij z različnimi stopnjami varnosti.

— neuradni prevod preambule Listine iz angleškega izvirnika

## Povzetek vsebine
Listina je razdeljena na poglavja I. NAŠI SKUPNI IZZIVI, II. NAŠI SKUPNI TEMELJI, III. NAŠ SKUPNI ODZIV, IV. NAŠI SKUPNI INSTRUMENTI, V. NAŠI PARTNERJI ZA SODELOVANJE in VI. ZAKLJUČEK, ki vsebujejo podrazdelke. Posamezni odstavki dokumenta so zaradi orientacije oštevilčeni od 1 do 52. Besedilo listine je dopolnjeno z Dokumentom o odločitvi - Platforma za sodelovalno varnost.

### Skupni izzivi
V listini so skupni izzivi opredeljeni kot nevarnost konfliktov med državami (ods. 2), vzpostavitev zaupanja med ljudmi znotraj držav in poglobitev sodelovanja med državami (ods. 3), varnostna tveganja zaradi mednarodnega terorizma (ods. 4), nasilnega ekstremizma, organiziranega kriminala in trgovine z drogami (ods. 5), posledice akutnih gospodarskih težav in degradacije okolja zaradi zagotavljanja varnosti (ods. 5) ter varnosti na bližnjih območjih, zlasti v Sredozemlju in na območjih v neposredni bližini sodelujočih držav, kot so območja v Srednji Aziji (ods. 6).

### Skupni temelji
Kot skupni temelj so države podpisnice ponovno potrdile svojo popolno zavezanost Ustanovni listini Združenih narodov, Helsinški sklepni listini, Pariški listini in vsem drugim dokumentom OVSE, s katerimi so se strinjale. V listini izjavljajo, da vse zaveze OVSE veljajo enako in brez izjem za vsako sodelujočo državo. Poleg tega ponovno potrjujejo, da je OVSE regionalna ureditev v smislu poglavja VIII Ustanovne listine Združenih narodov in ena glavnih organizacij za mirno reševanje sporov v njihovi regiji ter glavni instrument za zgodnje opozarjanje, preprečevanje konfliktov, krizno upravljanje in pokonfliktno rehabilitacijo. OVSE je celovita organizacija za posvetovanje, odločanje in sodelovanje v svoji regiji (ods. 7). Izrecno poudarjajo, da ima vsaka sodelujoča država enako pravico do varnosti. Ponovno potrjujejo neodtujljivo pravico vsake sodelujoče države, da svobodno izbere svoje varnostne ureditve, vključno z zavezniškimi pogodbami, ali da jih spreminja med svojim razvojem. Vsaka država ima tudi pravico do nevtralnosti. Vsaka sodelujoča država v zvezi s tem spoštuje pravice vseh drugih. Nobena sodelujoča država ne bo krepila svoje varnosti na račun varnosti drugih držav. V okviru OVSE nobena država, skupina držav ali organizacija nima večje odgovornosti za ohranjanje miru in stabilnosti na območju OVSE kot druge, prav tako nobena od njih ne more imeti katerega koli dela območja OVSE za svoje vplivno območje. (ods. 8). Države ponovno potrjujejo svoje pravice in obveznosti v skladu z Ustanovno listino Združenih narodov, vključno z zavezo glede vprašanja neuporabe sile ali grožnje s silo.

### Skupni odziv
Države podpisnice se zavezujejo k še tesnejšemu sodelovanju z mednarodnimi organizacijami, da bi čim bolje izkoristile vire mednarodne skupnosti. Države se zavezujejo, da bodo še naprej krepile in poglabljale sodelovanje z ustreznimi organizacijami na podlagi enakopravnosti in v duhu partnerstva prek platforme za sodelovalno varnost, ki je sprejeta kot bistveni element Listine (ods. 12).
V listini sta poudarjena solidarnost in partnerstvo: „Najboljše zagotovilo za mir in varnost v naši regiji je pripravljenost in sposobnost vsake sodelujoče države, da podpira demokracijo in pravno državo ter spoštuje človekove pravice. Vsak od nas ponovno potrjuje, da je pripravljen v celoti spoštovati svoje zaveze /.../ V duhu solidarnosti in partnerstva si bomo skupaj prizadevali za zagotavljanje stalnega pregleda izvajanja“ (ods. 14).
Listina opredeljuje naslednje skupne institucije: parlamentarno skupščino, Urad za demokratične institucije in človekove pravice, Visokega komisarja za narodne manjšine in predstavnika za svobodo medijev ter sekretariat OVSE s predsedujočim. Te institucije veljajo za bistvene instrumente za zagotavljanje spoštovanja človekovih pravic, demokracije in pravne države (ods. 18).
Na humanitarnem področju države ponovno potrjujejo, da so spoštovanje človekovih pravic in temeljnih svoboščin, demokracija in pravna država temelji celovitega koncepta varnosti OVSE. Zavezujejo se, da bodo odločno nasprotovale grožnjam varnosti, kot so kršitve človekovih pravic in temeljnih svoboščin, vključno s svobodo misli, vesti, veroizpovedi in prepričanja, ter izrazi nestrpnosti, agresivnega nacionalizma, rasizma, šovinizma, ksenofobije in antisemitizma (ods. 19). Podpisniki strogo zavračajo vsako politiko etničnega čiščenja ali množičnega izgona. Ponovno potrjujejo svojo zavezanost spoštovanju pravice do iskanja azila in zagotavljanju zaščite beguncev po mednarodnem pravu v skladu s Konvencijo o statusu beguncev iz leta 1951 in njenim Protokolom iz leta 1967 ter omogočanju prostovoljnega vračanja beguncev in notranje razseljenih oseb v dostojanstvu in varnosti (ods. 22).
Države ponovno potrjujejo svojo zavezanost svobodnim in poštenim volitvam v skladu z zavezami OVSE, zlasti Kobenhavnskim dokumentom iz leta 1990 (ods. 25), ter ponovno potrjujejo pomen neodvisnih medijev, prostega pretoka informacij in dostopa javnosti do njih. Zavezujejo se, da bodo sprejele vse potrebne ukrepe za vzpostavitev osnovnih pogojev za svobodne in neodvisne medije ter neoviran pretok informacij prek državnih meja in znotraj držav, ki veljajo za bistvene sestavine demokratične, svobodne in odprte družbe (ods. 26).
V politično-vojaškem vidiku podpisnice priznavajo, da mora Pogodba o konvencionalnih oboroženih silah v Evropi (CFE) ostati temelj evropske varnosti (ods. 29).

## Pomen
Načrti za preoblikovanje OVSE v osrednjo organizacijo za vseevropsko varnost se niso uresničili, saj so se sčasoma med podpisnicami pojavile globoke razlike v pogledih na evropsko varnost. Številne srednje- in vzhodnoevropske države so se konec 90. in v začetku 2000. pridružile zvezi NATO, pri čemer naj bi ta prevzel vlogo ključne komponente evropske varnosti in stabilnosti.
Po mnenju ruskih analitikov je hitro širjenje zveze NATO zasenčilo vlogo OVSE-ja oziroma naj bi ustvarilo »natocentrični« varnostni model, izključujoč do nečlanic.